# Xã Dunbar, Quận Faribault, Minnesota
Xã Dunbar (tiếng Anh: Dunbar Township) là một xã thuộc quận Faribault, tiểu bang Minnesota, Hoa Kỳ. Năm 2010, dân số của xã này là 283 người.